# Qingshiling (köpinghuvudort i Kina, Liaoning Sheng, lat 40,48, long 122,41)
Qingshiling är en köpinghuvudort i Kina. Den ligger i provinsen Liaoning, i den nordöstra delen av landet, omkring 170 kilometer sydväst om provinshuvudstaden Shenyang. Antalet invånare är 26 087. Befolkningen består av 12 775 kvinnor och 13 312 män. Barn under 15 år utgör 12,0 %, vuxna 15-64 år 77 %, och äldre över 65 år 10,0 %.
Runt Qingshiling är det tätbefolkat, med 297 invånare per kvadratkilometer. Närmaste större samhälle är Gaizhou, 9,8 km söder om Qingshiling. Trakten runt Qingshiling består till största delen av jordbruksmark.
Genomsnittlig årsnederbörd är 910 millimeter. Den regnigaste månaden är juli, med i genomsnitt 262 mm nederbörd, och den torraste är januari, med 7 mm nederbörd.